# 비탈리 긴즈부르크
비탈리 라자레비치 긴즈부르크(러시아어: Вита́лий Ла́заревич Ги́нзбург, 1916년 10월 4일 ~ 2009년 11월 8일)는 러시아의 이론물리학자이자 천체 물리학자다. 러시아 과학원의 회원이고, 2003년에 초전도체와 초유체 이론의 개척에 관한 공헌으로 알렉세이 아브리코소프와 앤서니 레깃과 함께 노벨 물리학상을 수상하였다.
1916년 10월 4일 모스크바의 유태인 가정에서 태어나서, 1938년 모스크바 대학교를 졸업하였고, 1942년 박사 학위를 받았다. 1940년부터 2004년까지 모스크바 대학에서 근무했다. 그의 업적으로는 1950년에 레프 란다우와 함께 초전도 현상을 설명하는 이론인 초전도 현상론, 긴즈부르크-란다우 이론과 플라스마 (예를 들면, 전리층)에서 전자기파 진행에 관한 이론, 우주선의 기원에 관한 이론 등이 있다.

## 수상
- 1953년 스탈린상
- 1966년 레닌상
- 1991년 왕립천문학회 금상
- 1994/5년 울프 물리학상
- 1995년 로모노소프 금상(Lomonosov Gold Medal)
- 2003년 노벨 물리학상 - 알렉세이 아브리코소프와 앤서니 레깃과 함께 수상.